# ホーエンエムス
ホーエンエムス（Hohenems）は、オーストリアのフォアアールベルク州のドルンビルン郡にある町。
人口は16,128人（2017年1月）。
「シューベルティアーデ」という音楽祭が開催されている。峻険なシュロスベルク（ドイツ語: Schlossberg (Hohenems)）の麓に大きな教区教会（1797年建造）とヴァルトブルク＝ツァイル（ドイツ語: Waldburg-Zeil）伯爵家の城（1560年頃建造）があり、伯爵家の図書館ではドイツ中世叙事詩の傑作ニーベルンゲンの歌の極めて重要な二つの写本、写本A（1779年発見）と写本C（1755年発見）が発見された。